# Senare Zhao
Senare Zhao (后赵; 後趙; Hòu Zhào) var en stat under tiden för De sexton kungadömena i norra Kina. Staten existerade år 319 till 350. Senare Zhao styrde över vad som är dagens Hebei, Shanxi, Shaanxi, Henan och Shandong och även delar av dagens Jiangsu, Anhui och Liaoning. Den första huvudstaden var Xiangguo (dagens Xingtai i Hebei), men flyttades 334 till Ye (nära dagens Anyang).
Staten grundades av Shi Le (石勒) som tillhörde Jiefolket och var en militär befälhavare för Jindynastin. År 329 attackerade Senare Zhao Chang'an och erövrade staten Tidigare Zhaos territorium. Efter att Senare Zhaos kejsar Shi Hu plötsligt avlidit 349 uppstod en maktstrid, och 350 tog kejsarens adoptivbarnbarn Ran Min (冉閔) makten och grundade staten Ran Wei, vilket blev slutet för Senare Zhao.